# Trichoneura formosensis
Trichoneura formosensis är en tvåvingeart som först beskrevs av Alexander 1923.  Trichoneura formosensis ingår i släktet Trichoneura och familjen småharkrankar.
Artens utbredningsområde är Taiwan. Inga underarter finns listade i Catalogue of Life.